# Teun Stokkel
Teun Stokkel, né le 28 octobre 2001 aux Pays-Bas,,, est un acteur néerlandais.

## Filmographie

### Cinéma et téléfilms
- 2011 : Het gordijnpaleis van Ollie Hartmoed : Ollie Hartmoed
- 2012 : Sweet Love : Ouwe Olle
- 2013 : De Nieuwe Wereld : Adri
- 2013 : De Leeuwenkuil : Ferdinand, Le prince héritier
- 2014 : Welkom bij de Romeinen (nl) : Gaius
- 2015 : Kidnep : Bo
- 2016 : Knielen op een bed violen (nl) : Hans
- 2016 : Pastel : Jelle
- 2016 : Rundfunk (nl) : Joppe Poederbach
- 2017 : Monk : Monl
- 2018 : GIPS : Adam
- 2019 : Het irritante eiland (nl) : Flint
- 2019 : Verborgen Verhalen (nl) : Bastiaan